# Бабино унуче (ТВ серија)
Бабино унуче је југословенска телевизијска серија базирана на комедији и хумору, која је била веома омиљена међу млађом популацијом. Снимљена је 1976. године, у режији Тимотија Џона Бајфорда, а приказивана је једном недељно, од 6. јануара до 31. марта 1977. године. У главним улогама су Радмила Савићевић и Горан Јевтић. Улога баке Томаније је култна, једна од најпознатијих које је Савићевића играла. Након чувене баке Вуке у Позоришту у кући, донела јој је епитет баке нације и утрла пут новим сличним ликовима (Риска, бака Рада).

## Радња
Серија Бабино унуче говори о одрастању једног дечака кога чува баба. Кроз 13 епизода пратимо њихове догодовштине по доласку у велики град, прилагођавање кроз комични судар сеоског и градског менталитета, као и дечаково одрастање и сазревање.

## Епизоде
| Сезона | Епизода | Назив                  | Датум              |
| ------ | ------- | ---------------------- | ------------------ |
| 1      | 1       | Долазак                | 6. јануара 1977.   |
| 1      | 2       | Созонтије              | 13. јануара 1977.  |
| 1      | 3       | Острво                 | 20. јануара 1977.  |
| 1      | 4       | Удаја                  | 27. јануара 1977.  |
| 1      | 5       | Проклете шампите       | 3. фебруара 1977.  |
| 1      | 6       | Очух                   | 10. фебруара 1977. |
| 1      | 7       | Потера за директором   | 17. фебруара 1977. |
| 1      | 8       | Свако на своју страну  | 24. фебруара 1977. |
| 1      | 9       | Закуцавање врата       | 3. марта 1977.     |
| 1      | 10      | Три покушаја           | 10. марта 1977.    |
| 1      | 11      | Ненајављени долазак    | 17. марта 1977.    |
| 1      | 12      | Ко је срце у те дирн'о | 24. марта 1977.    |
| 1      | 13      | Све птичице            | 31. марта 1977.    |

## Улоге
| Глумац                   | Улога                            |
| ------------------------ | -------------------------------- |
| Радмила Савићевић        | Баба Томанија (13 еп. 1977)      |
| Горан Јевтић             | Јоца (13 еп. 1977)               |
| Милан Срдоч              | Сима Шешић(12 еп. 1977)          |
| Лидија Циглић            | Трша (12 еп. 1977)               |
| Игор Марић               | Жонки (12 еп. 1977)              |
| Петар Краљ               | Буда (11 еп. 1977)               |
| Оливера Марковић         | Виолета (11 еп. 1977)            |
| Ева Рас                  | Ева (11 еп. 1977)                |
| Стојан Столе Аранђеловић | Радован (10 еп. 1977)            |
| Душан Почек              | Директор школе (10 еп. 1977)     |
| Ружица Сокић             | Наставница (9 еп. 1977)          |
| Дејан Крстић             | Џони (7 еп. 1977)                |
| Рахела Ферари            | Ружа (6 еп. 1977)                |
| Даница Мокрањац          | Секретарица школе (6 еп. 1977)   |
| Дејан Чавић              | Очух (5 еп. 1977)                |
| Душан Вујновић           | Непознати човек (5 еп. 1977)     |
| Бранка Веселиновић       | Директорова супруга (4 еп. 1977) |
| Вељко Маринковић         | Трифуновић (3 еп. 1977)          |
| Васа Пантелић            | Доктор Мијат (2 еп. 1977)        |

 Остале улоге ▼
| Глумац                 | Улога                        |
| ---------------------- | ---------------------------- |
| Весна Пећанац          | Мајка (2 еп. 1977)           |
| Душан Тадић            | Стражар (2 еп. 1977)         |
| Надежда Брадић         | Дебела удовица (1 еп. 1977)  |
| Иван Ђурђевић          | Доктор Марковић (1 еп. 1977) |
| Драгутин Комненовић    | Суповац Ии (1 еп. 1977)      |
| Витомир Крстић         | Домар (1 еп. 1977)           |
| Војислав Мићовић       | Мршави човек (1 еп. 1977)    |
| Страхиња Мојић         | Суповац И (1 еп. 1977)       |
| Софија Перић Нешић     | Мршава алапача (1 еп. 1977)  |
| Бранислав Р. Таталовић | Ђак (1 еп. 1977)             |

Комплетна ТВ екипа ▼
| Редитељ                   | Тимоти Џон Бајфорд | (13 еп. 1977)                          |
| Сценариста                | Љубиша Козомара    | (13 еп. 1977)                          |
| Продуцент                 | Срба Чутурило      | продуцент (13 еп. 1977)                |
| Композитор                | Славко Суклар      | (13 еп. 1977)                          |
| Директор фотографије      | Душан Недељковић   | (13 еп. 1977)                          |
| Монтажер                  | Тимоти Џон Бајфорд | (13 еп. 1977)                          |
| Сценограф                 | Милан Тодоровић    | (13 еп. 1977)                          |
| Уметнички директор        | Сава Стошић        | (непознат број епизода)                |
| Костимограф               | Јелисавета Гобецки | (13 еп. 1977)                          |
| Одсек за шминку           | Радмила Тодоровић  | шминкер (13 еп. 1977)                  |
| Менаџер продукције        | Петар Галовић      | директор филма (13 еп. 1977)           |
| Менаџер продукције        | Павле Комраков     | помоћник директора филма (13 еп. 1977) |
| Помоћник режије           | Матеја Брадић      | помоћник редитеља (13 еп. 1977)        |
| Уметнички одсек           | Драган Пеган       | сценски реквизитер (13 еп. 1977)       |
| Уметнички одсек           | Зоран Прерадовић   | сценски реквизитер (13 еп. 1977)       |
| Одсек за звук             | Драган Богдановић  | микроман (13 еп. 1977)                 |
| Одсек за звук             | Иван Закић         | снимање(13 еп. 1977)                   |
| Одсек за камеру и расвету | Драган Цецевиц     | пратилац камере (13 еп. 1977)          |
| Одсек за камеру и расвету | Богдан Лујиц       | вођа расвете (13 еп. 1977)             |
| Одсек за камеру и расвету | Јован Николић      | техничар за осветљење (13 еп. 1977)    |
| Одсек за камеру и расвету | Славољуб Вељић     | пратилац камере (13 еп. 1977)          |
| Одсек за камеру и расвету | Душко Крчмаров     | Расветљивач (8 еп. 1977)               |
| Одсек за камеру и расвету | Душан Крчмаров     | техничар за осветљење (5 еп. 1977)     |
| Одсек за костим           | Радиша Милојевић   | гардеробер (13 еп. 1977)               |
| Одсек за костим           | Мирка Тодоровић    | гардеробер (13 еп. 1977)               |
| Остала екипа              | Нада Недељковић    | секретар режије (13 еп. 1977)          |